# Кравчук Валентин Іванович
Валенти́н Іва́нович Кравчу́к (12 квітня 1944, Житомир — 12 січня 2003, Київ) — радянський веслувальник, виступав за збірну СРСР з академічного веслування наприкінці 1960-х років. Бронзовий призер літніх Олімпійських ігор у Мехіко, багаторазовий переможець всесоюзних регат. На змаганнях представляв спортивне товариство «Авангард», майстер спорту міжнародного класу.

## Біографія
Валентин Кравчук народився 12 квітня 1944 року в Житомирі, Українська РСР. Активно займатися академічним веслуванням почав у ранньому дитинстві, був членом київського добровільного спортивного товариства «Авангард».
Завдяки низці вдалих виступів у 1968 році був удостоєний права захищати честь країни на літніх Олімпійських іграх у Мехіко — у складі восьмимісного екіпажу, куди також увійшли веслярі Зігмас Юкна, Антанас Богданавічюс, Вітаутас Брейдіс, Юрій Лоренцсон, Олександр Мартишкін, Володимир Стерлик, Віктор Суслін і Йозас Ягелавічюс (стерновий), виграв у заїздах вісімок бронзову медаль, програвши тільки збірним Західної Німеччини та Австралії. За видатні спортивні досягнення удостоєний почесного звання «Майстер спорту СРСР міжнародного класу».
Помер 12 січня 2003 року, похований на Лісовому кладовищі в Києві.